# Lituo (antichità)

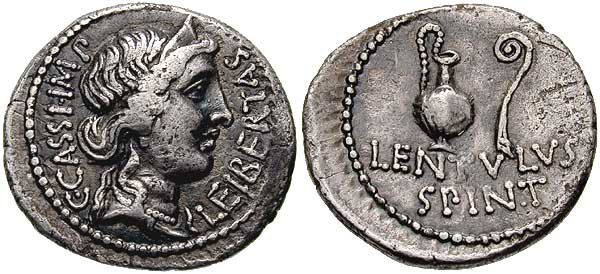
Gaio Cassio Longino e Lentulo Spinther. Denario: Libertà dx. // vaso e lituo.

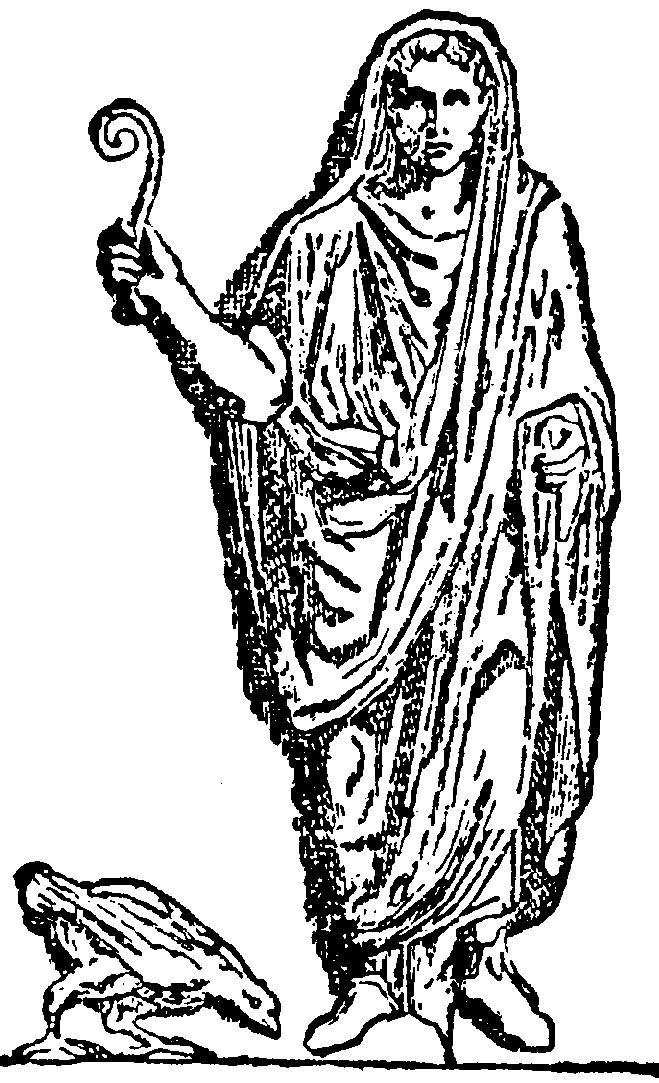
Augure che impugna il lituo mentre trae un auspicium ex tripudiis

Il lituo, in latino Lituus, da litāre (offrire sacrifici agli dei per ottenere auspici favorevoli), era uno strumento di culto nell'antica Roma, già in uso presso gli Etruschi e i Latini. Era costituito da un bastone ricurvo in cima. Successivamente l'estremità arcuata assunse una forma a spirale, che si ritrova ancora oggi nel pastorale vescovile.

## Antica Roma
Era usato dagli Auguri per marcare uno spazio rituale nel cielo, il cosiddetto templum. Il passaggio degli uccelli attraverso questo spazio indicava se una determinata azione era gradita agli Dei (fas o nefas).
Il lituo era anche usato come simbolo del collegio degli Auguri per identificarli come gruppo sacerdotale.
"Lituo" è anche il nome di una buccina dalla forma ricurva usata dalla cavalleria romana.